# Alexander Gibsone I
Alexander Gibsone I, Alexander Freiherr Gibsone (ur. ok. 1729 w Gdańsku, zm. 18 października 1811 w Gdańsku) – gdański kupiec, brytyjski urzędnik konsularny.

## Życiorys
Narodowości szkockiej, wyznania baptyjskiego. Pełnił funkcję rezydenta - konsula Wielkiej Brytanii w Gdańsku (1780-1811). W latach 1782–1790 był właścicielem dóbr rzucewsko-wejherowskich. Opracował telegraf optyczny, określany semaforem Gibsona. Pochowany 24 października 1811 w Gdańsku.